# Loud ’n’ Proud
Loud 'n' Proud – czwarty album szkockiej grupy rockowej Nazareth, wydany w 1973 roku.

## Lista utworów
Na podstawie discogs.com
Strona A
| 1. | Go Down Fighting (Agnew, Charlton, McCafferty, Sweet)      | 3:07  |
|    |                                                            |       |
| 2. | Not Faking It (Agnew, Charlton, McCafferty, Sweet)         | 4:01  |
|    |                                                            |       |
| 3. | Turn on Your Receiver (Agnew, Charlton, McCafferty, Sweet) | 3:19  |
|    |                                                            |       |
| 4. | Teenage Nervous Breakdown (Lowell George)                  | 3:43  |
|    |                                                            |       |
| 5. | Freewheeler (Agnew, Charlton, McCafferty, Sweet)           | 5:31  |
|    |                                                            |       |
|    |                                                            | 19:41 |
|    |                                                            |       |
Strona B
| 1. | This Flight Tonight (Joni Mitchell cover)             | 3:24  |
|    |                                                       |       |
| 2. | Child in the Sun (Agnew, Charlton, McCafferty, Sweet) | 4:51  |
|    |                                                       |       |
| 3. | The Ballad of Hollis Brown (Bob Dylan cover)          | 9:11  |
|    |                                                       |       |
|    |                                                       | 17:26 |
|    |                                                       |       |
Utwory dodane na CD:
| 1. | This Flight Tonight (US Version) (Joni Mitchell)      | 3:24  |
|    |                                                       |       |
| 2. | Go Down Fighting (US Version)                         | 3:05  |
|    |                                                       |       |
| 3. | The Ballad of Hollis Brown (Edit Version) (Bob Dylan) | 5:10  |
|    |                                                       |       |
|    |                                                       | 11:39 |
|    |                                                       |       |

## Wykonawcy
- Dan McCafferty – wokal
- Darrell Sweet – perkusja
- Pete Agnew – bas
- Manny Charlton – gitara